# Jacques Pedro-Carlos Abatucci
 Jacques Pedro-Carlos Abatucci (Córsega, 1792 - Paris, 1857) foi sobrinho de Carlos Abatucci, conhecido General Francês, foi um homem do mundo político francês, Eleito deputado pela Córsega, fez vivíssima oposição, ao ministério de Guizot. Deputado pelo Loiret na Assembleia constituinte e na Legislativa em 1849 sustentou a política do presidente Luís Bonaparte. 
Depois do golpe de estado de 2 Dezembro de 1851, foi feito senador e ministro da justiça.